# Holops virens
Holops virens är en tvåvingeart som beskrevs av Jacques-Marie-Frangile Bigot 1878. Holops virens ingår i släktet Holops och familjen kulflugor. Inga underarter finns listade i Catalogue of Life.